# Canada Open 1989
Il Canada Open 1989 è stato un torneo di tennis giocato sul cemento.
È stata la 99ª edizione del Canada Open, che fa parte del Nabisco Grand Prix 1989, 
e della categoria Tier II nell'ambito del WTA Tour 1989.
Il torneo maschile si è giocato al Uniprix Stadium di Montréal in Canada dal 14 al 20 agosto 1989, 
quello femminile al Rexall Centre di Toronto in Canada dal 21 al 27 agosto 1989.

## Campioni

### Singolare maschile
Ivan Lendl ha battuto in finale  John McEnroe con il punteggio di 6–1, 6–3.

### Singolare femminile
Martina Navrátilová ha battuto in finale  Arantxa Sánchez Vicario con il punteggio di 6–2, 6–2.

### Doppio maschile
Kelly Evernden /  Todd Witsken hanno battuto in finale  Charles Beckman /  Shelby Cannon con il punteggio di 6–3, 6–3.

### Doppio femminile
Gigi Fernández /  Robin White hanno battuto in finale  Martina Navrátilová /  Larisa Neiland con il punteggio di 6–1, 7–5.